# Буртасы (Вурнарский район)
Бурта́сы (чув. Пӑртас) — деревня в Вурнарском районе Чувашской Республики. Административный центр Буртасинского сельского поселения.

## География
Находится в центральной части Чувашии, на расстоянии приблизительно 4 км на запад по прямой от районного центра поселка Вурнары.

## История
Образована 23 апреля 1964 года из трёх деревень: Толды Буртасы, Шалды Буртасы, Сурнары. В 1979 году было 1908 жителей. В 2002 году было 532 двора, в 2010—412 домохозяйств.

## Население
Постоянное население составляло 1221 человек (чуваши 100 %) в 2002 году, 1101 в 2010 году.